# Celastrina arizonensis
Celastrina arizonensis är en fjärilsart som beskrevs av Edwards 1884. Celastrina arizonensis ingår i släktet Celastrina och familjen juvelvingar. Inga underarter finns listade i Catalogue of Life.